# Dirham (munt)

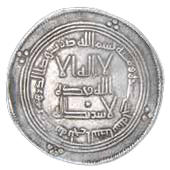
Zilveren dirham van het islamitische jaar 111 AH = 729 AD

Dirham (Arabisch: درهم) is de naam gegeven aan de eenheidsmunten in een aantal landen in de Arabische wereld en de voormalige Sovjet-Unie.
De naam dirham is afgeleid van de oud-Griekse zilveren munteenheid, de drachme wat een handvol betekend. Die munt woog circa 4 gram. 

## Oorsprong en geschiedenis
Uit de drachme werd via de Sassanidische drachme, die ook 4 gram woog, in de 7e eeuw AD de islamitische dirham ontwikkeld. Deze was lichter (ca. 3 gram) en was eerst nog een geheel Sassanidisch ogende munt. De Omajjadische kalief Abd al-Malik ibn Marwan voerde in de laatste jaren van de 7e eeuw een grote munthervorming door. Het versteende beeld van de Perzische koning en het vuuraltaar werden vervangen door islamitische teksten: godsdienstige formules, naam van de heerser, muntplaats en jaar. De eerste dirham volgens dit model werd geslagen in 79 AH (698-699 AD). De dirham was zeker in de eerste tijd van bijna zuiver zilver en nam de middenpositie in tussen de gouden dinar (het woord is afgeleid van de Romeinse denarius) en de bronzen fals (afgeleid van de Romeinse follis). Dit systeem bleef in grote lijnen in de islamitische wereld gehandhaafd tot in de 13e eeuw AD. 

## Hedendaagse dirhams

Rode landen gebruiken momenteel de dirham.
Groene landen gebruiken een valuta met een onderverdeling met de naam dirham.

De dirham wordt tegenwoordig gebruikt in een aantal landen.
- Munteenheid in Marokko (inclusief de Westelijke Sahara): Marokkaanse dirham
- Munteenheid in de Verenigde Arabische Emiraten: VAE-dirham

Van de volgende landen vormt de dirham een onderdeel van de nationale munteenheid.
- 1/10 deel van de Jordaanse dinar
- 1/1000 deel van de Libische dinar
- 1/100 deel van de Qatarese rial
- 1/100 deel van de Tadzjiekse somoni